# Irene Fernandez
Irene Fernandez (18 d'abril del 1946 - 31 de març del 2014) fou una activista pels drets humans de Malàisia, membre del consell suprem del PKR, i cofundadora i directora de l'ONG Tenaganita, que lluita pels drets dels treballadors emigrants i les persones oprimides i pobres de Malàisia.
El 1995, va publicar un informe sobre les condicions de vida dels treballadors emigrants, titulat "L'abús, la tortura i les condicions deshumanitzades dels treballadors emigrants en centres de detenció". L'informe es basa en part en la informació de Steven Gan i un equip de periodistes de The Sun, que havia descobert que 59 presos, en la seua majoria de Bangladesh, havien mort en el camp de detenció d'immigració Semenyih, de malalties que poden prevenir-se, com ara de febre tifoide i beri-beri. Quan els editors del diari van impedir a Gan i els seus col·legues publicar l'informe, li'l van passar a Fernandez.
Va ser detinguda el 1996, acusada de "publicar notícies falses amb mala fe".(4) Després de set anys de judici, la declararen culpable el 2003 i la condemnaren a un any de presó. Alliberada sota fiança en espera de l'apel·lació, li confiscaren el passaport, i com una criminal convicta, li impediren que es presentàs com a candidata al Parlament en les eleccions de Malàisia del 2004.
El 2005, li atorgaren el Premi Right Livelihood Award pel "seu excepcional i valent treball per a detenir la violència contra les dones i els abusos contra els treballadors emigrants i pobres".
L'apel·lació d'Irene al Tribunal Superior de Justícia es reprengué el 28 d'octubre del 2008. El 24 de novembre del mateix any, Mohd Ali Apandi anul·là la condemna anterior i la va absoldre, i així s'acabà el cas de tretze anys.
Es va morir el 31 de març del 2014.